# Octochaetus multiporus
Octochaetus multiporus är en ringmaskart som först beskrevs av Frank Evers Beddard 1885.  Octochaetus multiporus ingår i släktet Octochaetus och familjen Acanthodrilidae. Inga underarter finns listade i Catalogue of Life.